# Joeri Dequevy
Joeri Dequevy (Bruxelles, 27 aprile 1988) è un calciatore belga, centrocampista del Londerzeel in prestito dall'Houtvenne.

## Palmarès

### Club

#### Competizioni nazionali
- Tweede klasse: 2

Sint-Truiden: 2014-2015
Anversa: 2016-2017